# Unxia
Unxia (lat.) war ein Beiname der römischen Gottheit Juno, unter dem sie eine Funktion als Schutz- und Ehegöttin hatte.
Das ritualisierte Vorgehen bei einer römischen Hochzeit wurde in verschiedene Einzelschritte aufgeteilt, von denen jedes unter den besonderen Schutz der Göttin gestellt wurde, die dafür einen speziellen Beinamen erhielt. Die Iuno Unxia stand der Braut bei, wenn diese das neue Haus betretend die Türpfosten gegen bösen Zauber und zur heiligen Einweihung mit duftendem Parfümöl bestrich. Ihr Name leitet sich dementsprechend von dem lateinischen Verb ungere her, das „salben, parfürmieren“ bedeutet. Aus dieser Vokabel war vermutlich ursprünglich der Beiname Ungsia hergeleitet worden, der sich im Laufe der Jahrhunderte durch sogenannte reziproke Assimilation zu Unxia veränderte. Nahe verwandt war Unxia mit Cinxia, ebenfalls einem Beinamen der Juno, der sich von cingere („[sich] gürten“) herleitet und auf das An- und Ablegen des Brautgürtels bezog.
Im Werk des spätantiken Rhetors und Kirchenvater Arnobius des Älteren erscheint Unxia dieser Tradition entsprechend als Göttin des Salbens. Als Opfer seien ihr unfruchtbare Kühe dargebracht worden.
Im nordrhein-westfälischen Jülich wurde (in einem Turm der Kirche St. Mariä Himmelfahrt eingemauert) zu einem unbekannten Zeitpunkt ein lateinischer Weihaltar gefunden, der mittlerweile wieder verschollen ist, auf dem aber Berichten zufolge folgender Teil des Textes noch erhalten war: „Deae Unciae / Quintinus / Quintinianus / Quintus / Candidus / [— —]“ („Der Göttin Uncia [geweiht] von Quintinus [und] Quintinianus [und] Quintus [und] Candidus [...]“). Ob der Stein ursprünglich noch mehr Text umfasste oder sogar in der Neuzeit noch weitere Passagen erhalten waren, lässt sich aufgrund der Überlieferungslage nicht eindeutig sagen. Dem Althistoriker Fritz Moritz Heichelheim zufolge dürfte es sich bei Uncia um eine Schreibweise des Juno-Beinamens Unxia zu handeln, also um einen Beleg für deren Verehrung in der germanischen Provinz. Gegen diese Interpretation spricht allerdings, dass die Bezeichnung Dea (oder die männliche Form Deus) auf Inschriften meistens eher einheimischen, nichtrömischen Gottheiten vorangestellt wird. Der Archäologe Peter Noelke hält Uncia deshalb für eine bisher nicht bekannte keltische Göttin, die nichts mit der römischen Juno zu tun habe.